# Denis Félix de Vrigny
Pour les articles homonymes, voir Vrigny.
Denis Félix De Vrigny, ou Devrigny, né le 28 mars 1754 à Paris, mort le 28 juillet 1803 à La Martinique, est un général de brigade de la Révolution française.

## États de service
Il entre en service comme dragon en 1772, et le 1er avril 1780, il devient porte étendard dans la Légion des volontaires étrangers de Lauzun, lieutenant en avril 1782, et porte étendard dans le régiment de Lauzun Hussards le 26 octobre 1783. Il fait les campagnes de 1780 à 1783, en Amérique. Détaché près de Troyes,  il parvient avec ses hussards à calmer une émeute populaire en août 1790 et reçoit un témoignage de satisfaction de la municipalité de Piney. 
Le 1er avril 1792, il passe lieutenant au 5e régiment de hussards, puis il reçoit son brevet de capitaine dans les guides du général Luckner à l’armée du Centre, et ensuite à l’armée du Nord. Le 26 octobre 1792, il est affecté au 12e régiment de cavalerie avec le grade de lieutenant-colonel, et il est nommé chef de brigade le 26 janvier 1793, commandant ce régiment.
Il est promu général de brigade provisoire le 13 juin 1793, à Reims, et il est suspendu de des fonctions le 30 juillet suivant. Réintégré le 7 mars 1795, il est confirmé dans son grade le 13 mai 1795. Le 8 juillet 1795, il rejoint l’armée des côtes de Cherbourg, et le 13 juillet, il commande Boulogne, puis Calais, et le 18 novembre 1795, il est admis à la retraite.
Il est remis en activité le 6 janvier 1800, et le 25 avril 1800, il est affecté dans la division du général d’Hautpoul à l’armée du Rhin, puis à l’armée d’Helvétie le 16 juillet 1800. Le 23 octobre 1800, il commande la 2e brigade de la division du général Baraguey d’Hilliers à l’armée des Grisons.
En décembre 1801, il est désigné pour faire partie de l’expédition de Saint-Domingue, et il meurt de la fièvre jaune le 28 juillet 1803, à La Martinique.

## Sources
- (en) « Generals Who Served in the French Army during the Period 1789 - 1814: Eberle to Exelmans »
- Thierry Pouliquen, « Les généraux français et étrangers ayant servis [sic] dans la Grande Armée » (consulté le 27 avril 2015)
- Docteur Robinet, Jean-François Eugène et J. Le Chapelain, Dictionnaire historique et biographique de la révolution et de l'empire, 1789-1815, volume 1, Librairie Historique de la révolution et de l’empire, 900 p. (lire en ligne), p. 637.
- (pl) « Napoléon.org.pl »
- Étienne Charavay, Correspondance générale de Carnot, tome 2, imprimerie Nationale, 1892, p. 426.
- Charles Théodore Beauvais et Vincent Parisot, Victoires, conquêtes, revers et guerres civiles des Français, depuis les Gaulois jusqu’en 1792, tome 26, C.L.F Panckoucke, janvier 1822, 414 p. (lire en ligne), p. 235.